# خدمة الطبيعة
نيتشر سيرف أو خدمة الطبيعة (بالإنجليزية: NatureServe) هي منظمة غير ربحية مقرها مقاطعة أرلينجتون، فرجينيا، الولايات المتحدة، تعمل على توفير خدمات و أدوات خاصة متعلقة بالحفاظ على الحياة البرية للعملاء من القطاع الخاص والحكومي والمنظمات الشريكة وعامة الناس.

## تاريخ
تأسست خدمة الطبيعة في عام 1994 بإسم جمعية معلومات التنوع البيولوجي. في عام 2001، وافقت مصلحة الضرائب الداخلية على تغيير الإسم إلى "خدمة الطبيعة "الذي طُلب في عام 1999، مع الحفاظ على وضع الإعفاء الضريبي بموجب المادة 501(c)(3) للمنظمة الممنوح في يوليو 1995.
خدمة الطبيعة تتخذ من أرلينجتون، فرجينيا، مقرًا لها، ولها مكاتب إقليمية في أربعة مواقع بالولايات المتحدة وفي كندا. في عام 2011، أفادت الشركة بوجود 86 موظفًا و6 متطوعين و15 ضابطًا مستقلاً.

## البرنامج
تركز برامج المنظمة على أربعة مجالات رئيسية:
- توثيق حالة الحفظ وموقع الأنواع والنظم البيئية.

- إنتاج تحليلات لتوجيه تخطيط الحفظ.

- تطوير أدوات برمجية لتوجيه تخطيط الحفظ.

- إدارة برامج التراث الطبيعي ومراكز بيانات الحفظ.[11] [12][13]

## الشركاء
تتعاون منظمة خدمة الطبيعة مع منظمة القائمة الحمراء للانواع المهددة بالانقراض ، التي تعد  المعيار المعترف به على مستوى العالم لتصنيف الأنواع المهددة بالانقراض، حيث تقدم  المساعدة في التنسيق وتقييم البيانات المضافة إلى تقييمات الحفظ التابعة للاتحاد الدولي لحفظ الطبيعة.

## شبكة الإنترنت
تعتمد منظمة خدمة الطبيعة على قاعدة بيانات على شبكة الإنترنت تسمىNatureServe Explorer، حيث توفرلها الوصول العام إلى معلومات خاصة بالنظم البيئية الأمريكية والكندية وأنواع النباتات والحيوانات والفطريات. يتضمن ذلك بيانات تقييم حالة الحفاظ على خدمات الطبيعة المصنفة على المستويات المحلية والوطنية والعالمية، والتي تعتبر تصنيفًا رائدًا للأنواع المهددة بالانقراض في الولايات المتحدة.